# Anton von Jaksch
Anton rytíř Jaksch von Wartenhorst (11. dubna 1810 Stráž pod Ralskem – 2. září 1887 Luhov, Líšťany u Stříbra) byl česko-rakouský lékař se specializací na vnitřní medicínu.

## Život
Jeho otec, ševcovský mistr Ignác Jaksch (1773–1860), se do Stráže přestěhoval z nedalekého Hamru na Jezeře. Roku 1801 se zde oženil s  Marií Margarethou Schäferovou (1769–1858), dcerou pletaře. Dne 11. dubna 1810 se jim ve Stráži narodil syn pokřtěný jako Anton. Rodiče mu umožnili navštěvovat gymnázium v Litoměřicích, po jehož absolvování zahájil na pražské univerzitě lékařská studia u profesora Julia Vinzenze von Krombohlz, shodou okolností spolurodáka z Českolipska, a pokračoval ve Vídni u věhlasných osobností tehdejší medicíny Josefa Škody, Karla Rokytanského a Jakoba Kolletschky (poslech a poklep). Doktorem všeobecného lékařství byl promován roku 1835. Poté se vrátil do Prahy, kde nastoupil jako asistent na II. lékařské klinice a začal učit na univerzitě jako profesor speciální patologie a terapie. Z Vídně sem přinesl moderní medicínské postupy a přispěl tak k rozvoji lékařské vědy v českých zemích. Byl jedním z prvních stoupenců nového pojetí fyzikální diagnostiky na lůžku. Prosazoval novou metodu vyhodnocení výsledků vyšetření poklepem a poslechem, precizovanou MUDr. Škodou. Důležitý význam přikládal patologii. Je autorem několika odborných pojednání. Jeho odborných kvalit využívali příslušníci šlechtických rodin, v některých zdrojích se uvádí, že poskytoval domácí lékařské služby i císaři Ferdinandovi I.
V letech 1842–1846 byl ředitelem nově zřízeného oddělení pro plicní choroby II. pražské lékařské kliniky, poté přednostou této. Od roku 1849 až do odchodu na penzi k 30. září 1881 řídil I. interní kliniku. Mezitím byl jmenován c. k. dvorním radou a v akademickém roce 1858/59 zastával úřad rektora pražské univerzity. Byl považován za výborného přednašeče a zastánce progresivních vyšetřovacích metod včetně fyziologické chemie. Byl odpůrcem pouštění žilou. Pracoval vědecky v oblasti diagnostiky a sémiotiky srdečních chorob.
Významné zásluhy si získal během epidemie cholery v letech 1866–1867. Za ně jej císař František Josef I. vyznamenal 19. prosince 1870 Řádem železné koruny III. třídy a v návaznosti na to povýšil 16. srpna 1871 do rakouského rytířského stavu s predikátem „von Wartenhorst“ (možná odvozeným od jména Antonova rodiště) a obdařil ho erbem. Ten tvořil polcený štít, v jehož pravém poli byl zdola vystupující černý sloup obtočený zlatým hadem, dotýkajícím se ústy stříbrné misky na hlavici sloupu. V levém zlatém poli se objevila modrá hora s pěti vrcholky a nad ní v hlavě pole pět hvězd téže tinktury. Nad štítem byly dvě korunované turnajské přilby s modro-zlatými přikryvadly, na pravé v klenotu modrá hůl obtočená zlatým hadem (podobně jako v pravém poli štítu jde o lékařskou symboliku), na levé pak modrá obrněná paže, ohnutá v lokti, držící tři zlaté řetízky se zavěšenými pamětními mincemi. Pod štítem byla na stříbrné pásce devíza LITTERIS ET SALUTI PUBLICAE (Pro vědy a veřejné zdraví) v černém lapidárním písmu.
Kromě toho byl Anton Jaksch již od roku 1854 nositelem rytířského a od roku 1875 komturského kříže Řádu Františka Josefa.
V roce 1861 si zakoupil manský statek Lazsko u Milína na Příbramsku, kde vystavěl menší zámeček. Dočkal se též zrušení lenního poměru vůči hradu Karlštejnu českým místodržitelstvím roku 1871, čímž statek přešel do jeho dědičného vlastnictví jako zemskodeskový. Již v následujícím roce ho ale prodal a přenesl své majetkové zájmy na severní Plzeňsko, kde v letech 1868–1872 postupně získal statky Hracholusky, Dolany, Luhov a Třebobuz. Luhovský zámek se stal jeho hlavním venkovským sídlem, v Hracholuskách zase nechal roku 1883 zřídit pod kaplí sv. Diviše rodinnou hrobku. Mimo to byl spolumajitelem domu čp. 119 v Mikulandské ulici na Novém Městě pražském.
Ženat byl dvakrát. Jeho první manželkou se 10. srpna 1841 stala Karolina Anna Barbara von Helly (1823–1859), dcera staroměstského lékárníka. S ní měl jedenáct dětí, z nichž se dospělosti dožilo osm. Několika byl za kmotra a jedno dokonce přímo křtil P. Ignác Jaksch, Antonův příbuzný.  
Jako vdovec se Anton oženil 4. srpna 1870 v kostele sv. Petra na Slivici nedaleko Lazska se Sofií Augustou Bärndorfovou von Bauerhorst, ovdovělou Schoultzovou von Ascheraden (1825–1911). Ta pocházela z protestantské pruské velkostatkářské rodiny (k sňatku tedy musela být římskokatolickými církevními úřady vydána dispens pro rozdílné náboženství) a již v 16 letech se vydala na hereckou dráhu. Debutovala roku 1846 v královském divadle v Berlíně, poté měla angažmá v Oldenburgu. V letech 1848–1857 byla dvorní herečkou v Petrohradu a od roku 1857 působila trvale v Hannoveru. Hostovala ovšem v USA a ve Vídni. Divácky byla oblíbena, úspěchů dosahovala v rolích klasických milovnic a též v komediích. Od roku 1868 však dostávala role již jen zřídka a v roce 1870 ukončila hereckou kariéru. Roku 1881 byla jmenována čestnou členkou hannoverského dvorského divadla. Z prvního manželství měla dvě děti, z druhého s MUDr. Jakschem vzhledem k pokročilému věku obou již žádné. Po smrti druhého manžela žila nejprve v Baden-Badenu a pak v Římě.
Emeritní univerzitní profesor, nositel několika řádů a velkostatkář MUDr. Anton Jaksch von Wartenhorst zemřel na zámku v Luhově dne 2. září 1887. Pochován byl do rodinné hrobky v Hracholuskách, kam nechal předtím přenést i ostatky své první manželky. S rodinným majetkem naložil tak, že Luhov a Třebobuz předal ještě za života svým dvěma starším synům Friedrichovi (právník a politik) a Zdenkovi, zatímco Dolany a Hracholusky připadly po jeho smrti mladším Rudolfovi a Augustovi (historik a archivář).

## Dílo
- Diss. inaug. med. sistens conspectum morborum in clinico ophthalmiatrico Pragensi anno 1834 tractatorum, Dissertation, Prag 1835
- Abhandlung über das perforirende Magengeschwür in diagnostischer und therapeutischer Hinsicht, 1844
- Ueber die spontane Heilung der Krankheiten der Herzklappen
- Bericht über Duchenne's de Boulogne Faradisation localisée und Claude Bernard nach einem längeren Aufenthalte in Paris 1852, 1860
- Über Blutvergiftung durch Hautresorption, 1844
- Einige Mitt. über die Wichtigkeit des Gesichts- und Tastsinnes bei Erforschung der Krankheiten der Respirationsorgane, 1847
- Klinische Vorträge über die Lehre von der Syphilis innerer Organe, 1864